# Sphagnum subnitens
Sphagnum subnitens ist ein Torfmoos, das der Gattung Sphagnum zugeordnet ist und zu der Abteilung der Laubmoose (Bryophyta) gehört. Es wird im deutschen Sprachgebiet Glanz-Torfmoos, Glänzendes Torfmoos und Schimmerndes Torfmoos oder auch Feder-Torfmoos genannt.

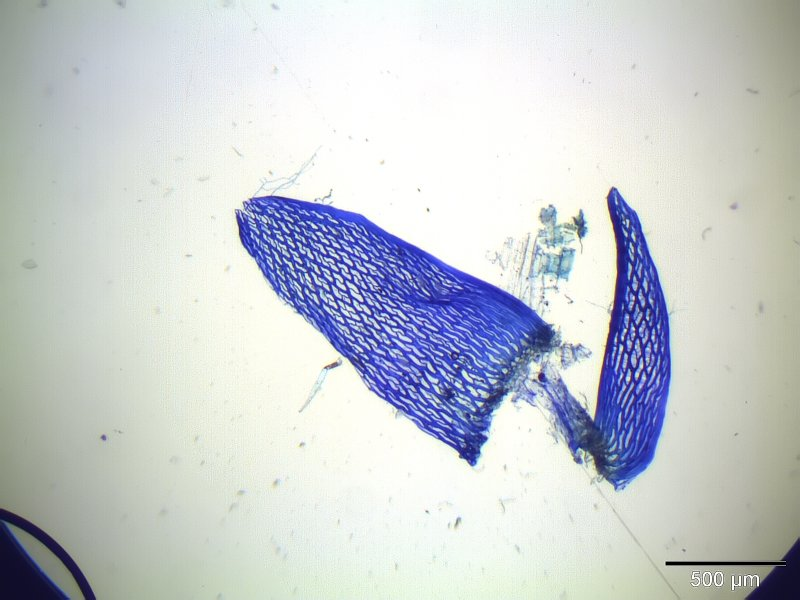
Stammblatt von Sphagnum subnitens

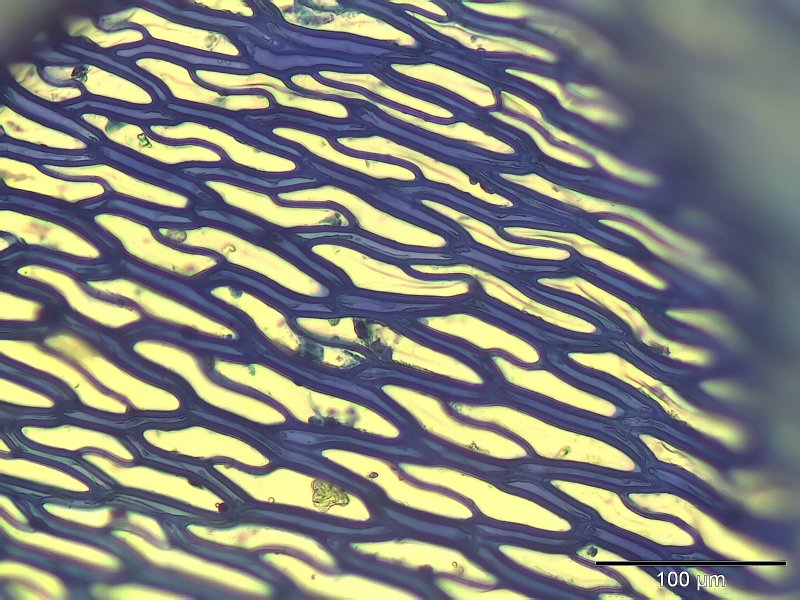
Stammblattzellen von Sphagnum subnitens

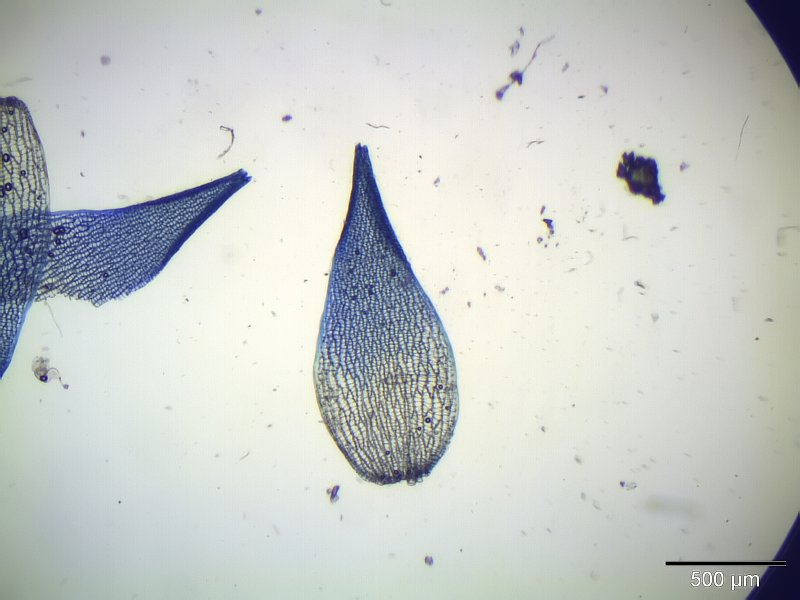
Astblatt von Sphagnum subnitens

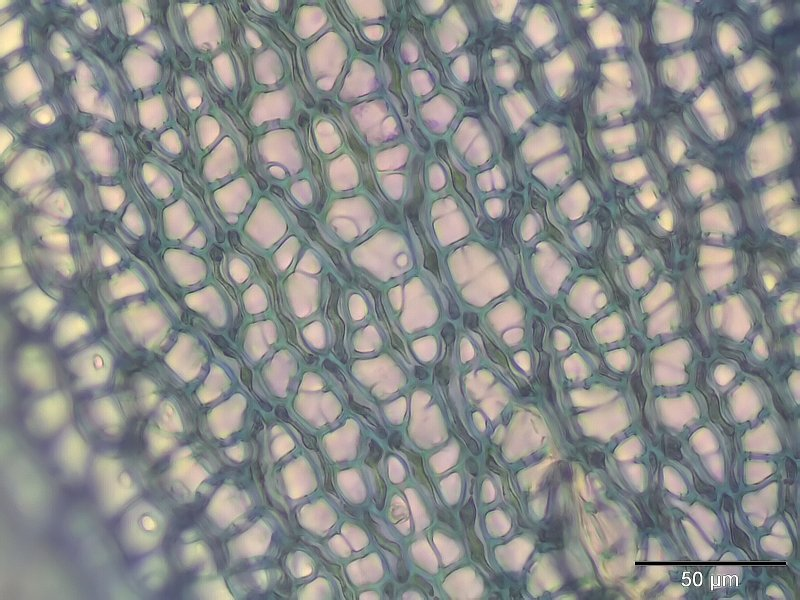
Astblattzellen von Sphagnum subnitens

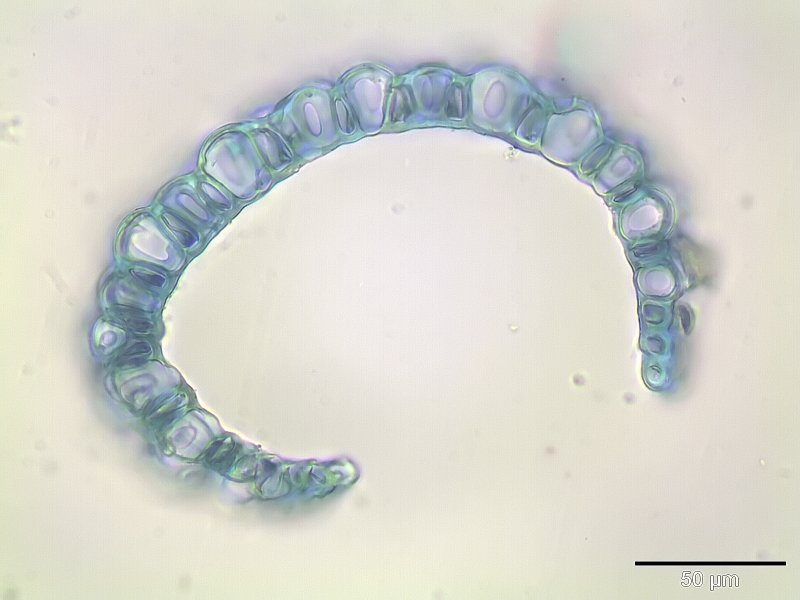
Astblattquerschnitt von Sphagnum subnitens

## Beschreibung

### Merkmale
Sphagnum subnitens ist ein relativ kräftiges Torfmoos mit üblicher, in Schattenlagen etwas zunehmender Größe und grünlichen, gelblichen, bräunlichen bis zu rötlichen und violettlichen Farbtönen. Es bildet lockere Polster und zeigt im getrockneten Zustand einen deutlich metallischen Glanz.
Die drei- bis vierschichtigen Stämmchen sind braun oder violettlich gefärbt. Die fibrillenlose Epidermis ist glatt gestaltet.
Die dreieckig bis zu dreieckig-zungenförmigen, 1,2 bis 1,7 Millimeter langen Stammblätter besitzen eine spitze bis manchmal zugespitzte Blattspitze und nach oben eingerollte Blattränder. Der schmale Blattsaum ist am Grund mit weniger als einem Viertel der Blattbreite am stärksten entwickelt. Die sechseckig-rhomboidalen, entweder ungeteilten oder einfach, selten zweifach geteilten Stammblatt-Hyalocyten sind meist fibrillen- und porenlos.
Die am Stamm ansetzenden, in faszikel- oder wirtelähnlichen Astbüscheln mit zwei abstehenden und ein bis zwei hängenden Zweigen stehenden Äste sind schraubig beblättert. Die eiförmigen bis eiförmig-lanzettlichen, 1,3 bis 2,7 Millimeter langen und im Querschnitt konkaven Astblätter verlaufen gerade; die ganzrandigen Blattränder sind zur Blattspitze hin nach oben eingerollt. Die Hyalocyten der konvexen Oberfläche weisen zwei bis sechs große, schmalelliptische bis runde Poren entlang der an den Chlorocyten liegenden Zellwänden auf. Die konkave Oberfläche besitzt nur nahe der Blattbasis ein bis vier große, runde Poren per Zelle. Die Chlorocyten der Astblätter sind im Querschnitt dreieckig bis trapezförmig und an beiden Oberflächen breit hervorgehoben sichtbar.

#### Geschlechtliche Merkmale
Sphagnum subnitens ist geschlechtlich monözisch (einhäusig) ausgerichtet. Sporophyten kommen häufig vor; die Sporenkapseln reifen im Frühsommer. Die Sporen von Sphagnum subnitens messen 22 bis 32 Mikrometer. Sie sind auf der proximalen Oberfläche mit fein bis ungleichmäßig grobwarzigen und auf der distalen Oberfläche mit ungleichmäßig grobwarzigen Auswüchsen versehen. Die zur Basis hin liegende Laesura misst weniger als die Hälfte des Sporenradius.

## Morphologisch ähnliche Torfmoos-Arten
Sphagnum subnitens kann mit dem weniger robusten Hain-Torfmoos (Sphagnum capillifolium) verwechselt werden. Die zugespitzten Stammblattspitzen sind im Gegensatz zu den fast kappenförmigen Stammblattspitzen und der im getrockneten Zustand fehlende metallische Schimmer  von Sphagnum capillifolium  eindeutige Unterscheidungsmerkmale. Verwechslungsgefahr besteht auch mit violettlichen Formen von Sphagnum subfulvum; die Farbtönung dieser Art tendiert jedoch deutlicher zu violett anstatt zu rot. Auch hier ist die zugespitzte Stammblattspitze von Sphagnum subnitens ein Erkennungsmerkmal.

## Vorkommen und Verbreitung
Sphagnum subnitens ist in polaren, gemäßigten und subtropischen Klimazonen verbreitet. Es wird auf dem amerikanischen Kontinent von Alaska bis Kalifornien angetroffen und besiedelt auf dem eurasischen Kontinent Europa mit beispielsweise Deutschland, Österreich sowie Gebiete südwärts bis zum nördlichen Afrika und der Inselgruppe Makaronesien; weiters Gebiete des antarktischen Florenreichs mit Neuseeland. Es wächst in lockeren Polstern vielfach in ozeannahen, schwach bis gemäßigt minerotrophen, sauren bis alkalischen Mooren mit pH-Bereichen von 3,4 bis 7,5, in Seggenrieden und Erlenbrüchen auf niedrigen bis mäßigen Höhenstufen.

## Systematik
Sphagnum subnitens wurde 1888 in Verhandlungen des Botanischen Vereins der Provinz Brandenburg und die angrenzenden Länder. Berlin, Band 30, Seite 115, in Tafel 3, Abb. 9, Tafel 4, Abb. 22-23 erstbeschrieben. Es wird in der Sektion Acutifolia der Gattung Sphagnum innerhalb der monogenerischen Familie Sphagnaceae geführt. Als Synonym wird unter anderen Sphagnum plumulosum Röll genannt.

## Gefährdungssituation und Schutzmaßnahmen
Sphagnum subnitens wird in der nationalen Roten Liste gefährdeter Arten Deutschlands und einiger seiner Länder mit Gefährdungskategorien versehen. Auch die Schweiz listet die Art als gefährdet. Aus Schutzinteressen werden von der Europäischen Union, deren Mitgliedsstaaten und auch der Schweiz Regelungen auf der Gattungsebene der Torfmoose getroffen.